# کتابخانه دانشگاه واشنگتن

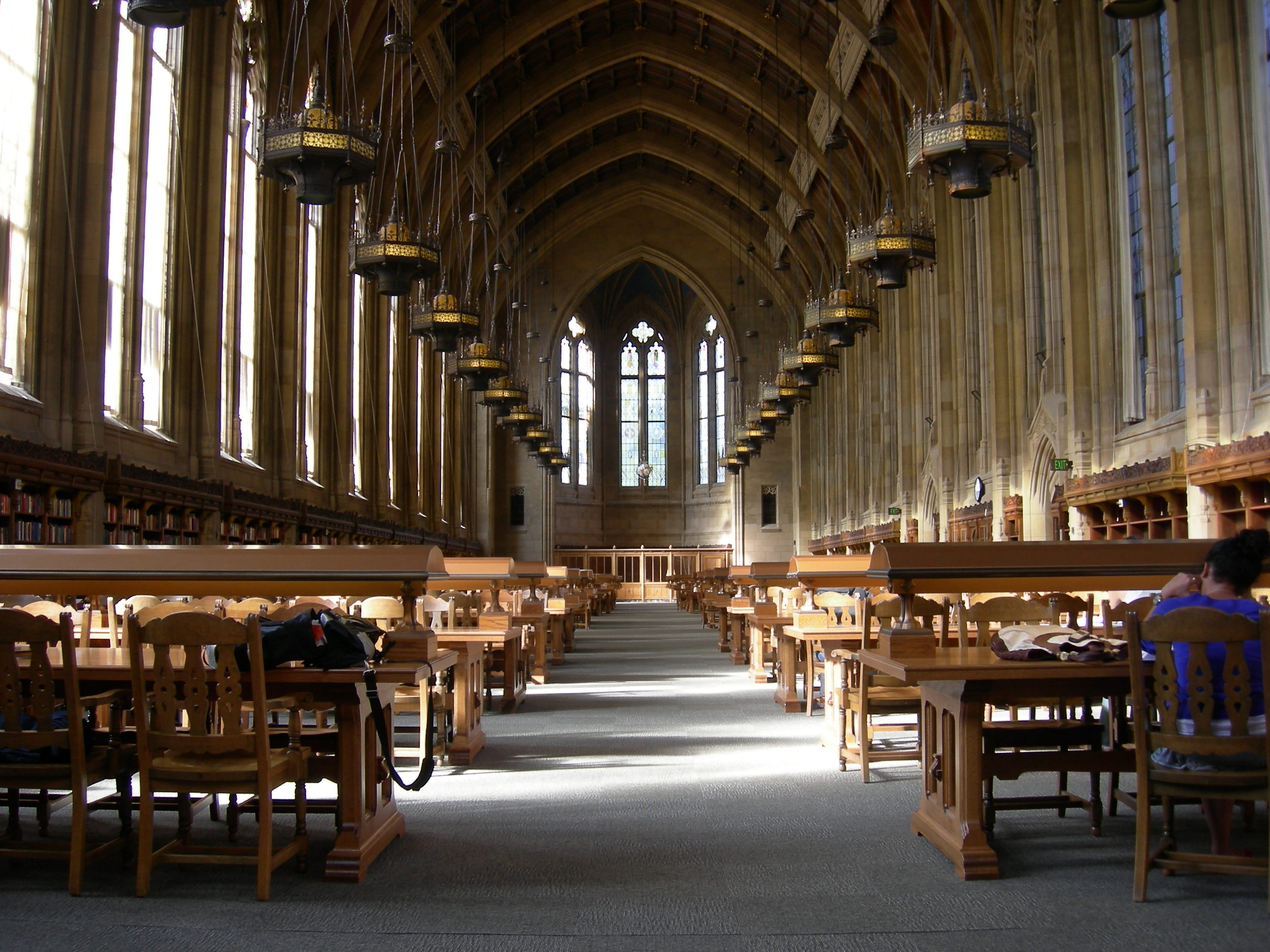

کتابخانه دانشگاه واشنگتن (به انگلیسی: University of Washington Libraries) نام یک سامانه کتابخانه‌ای در آمریکا است. این مؤسسه متعلق به دانشگاه واشنگتن است.
سیستم کتابخانه این دانشگاه با ۷٬۴۰۹٬۲۲۱ عنوان کتاب در زمره بزرگترین مخازن کتب کشور آمریکا محسوب می‌شود.